# Hello Nasty
Pour les articles homonymes, voir Hello.
Albums de Beastie Boys
The In Sound from Way Out!
(1996) Beastie Boys Anthology: The Sounds of Science
(1999)
Singles
1. Intergalactic
Sortie : 12 mai 1998
2. Body Movin'
Sortie : 5 novembre 1998
3. The Negotiation Limerick File
Sortie : 8 décembre 1998
4. Remote Control / Three MC's and One DJ
Sortie : 23 janvier 1999

Hello Nasty est le cinquième album studio des Beastie Boys, sorti le 14 juin 1998.
L'album, qui s'est classé 1er au Billboard 200 et au UK Albums Chart, a été certifié triple disque de platine par la Recording Industry Association of America (RIAA) le 14 juin 1998.
Hello Nasty a reçu le Grammy Award de la « meilleure prestation de musique alternative », et le titre Intergalactic celui de la « meilleure prestation rap d'un duo ou groupe ».

## Liste des titres
| No  | Titre                                          | Contient un (des) sample(s) de | Durée |
| --- | ---------------------------------------------- | --- | ----- |
| 1.  | Super Disco Breakin'                           | Sucker M.C.'s (Krush Groove 1) de Run–D.M.C. At the Harlem World, Manhattan, NY 1981 de Kool Moe Dee et Busy Bee | 2:07  |
| 2.  | The Move                                       | El Rey Y Yo des Los Angeles Negros Gula Matari de Quincy Jones Rappin' Blow (Part 2) de Kurtis Blow Two, Three, Break des B-Boys | 3:35  |
| 3.  | Remote Control                                 | The Basement de Pete Rock & C.L. Smooth et Heavy D featuring Deda, Grap Luva et Rob-O Nika de Lil' Vicious | 2:58  |
| 4.  | Song for the Man (featuring Brooke Williams)   | | 3:13  |
| 5.  | Just a Test                                    | | 2:12  |
| 6.  | Body Movin'                                    | Oye Como Va des Amral's Trinidad Cavaliers Tomorrow's People - the Children of Today de McDonald & Giles The Jam de la Graham Central Station | 3:03  |
| 7.  | Intergalactic                                  | Prelude in C# Minor de Les Baxter Love Is Blue (L'Amour Est Bleu) des Jazz Crusaders Hang on in There des Stovall Sisters The New Style des Beastie Boys Le Sacre du printemps : Glorification de l'élue d'Igor Stravinsky | 3:51  |
| 8.  | Sneakin' Out the Hospital                      | (Don't Want No) Woman de Lee Michaels | 2:45  |
| 9.  | Putting Shame in Your Game                     | UFO d'ESG Whutcha Want?" de Nine Rocket in the Pocket (Live) de Cerrone No Ice Cream Sound de Johnny Osbourne You're a Customer d'EPMD Vapors de Biz Markie King of Rock de Run–D.M.C. | 3:37  |
| 10. | Flowin' Prose                                  | | 2:39  |
| 11. | And Me                                         | | 2:52  |
| 12. | Three MC's and One DJ                          | Funky Drummer de James Brown Nobody Can Do It Like McDonald's Can de McDonald's Jockbox des Skinny Boys Rob Swift Versus Rahzel de Rob Swift Flash It to the Beat de Grandmaster Flash and The Furious Five B-Boy Bouillabaisse des Beastie Boys Freedom de Grandmaster Flash and The Furious Five Live Convention 79 Side B de D.J. Hollywood, Grandmaster Flash, Melle Mel et Kurtis Blow | 2:50  |
| 13. | The Grasshopper Unit (Keep Movin')             | I Gotta Keep Movin' d'Alex Bradford Sure Shot des Beastie Boys | 3:01  |
| 14. | Song for Junior                                | | 3:49  |
| 15. | I Don't Know (featuring Miho Hatori)           | | 3:00  |
| 16. | The Negotiation Limerick File                  | Poor Old Trashman de Barbara Lynn Got Myself a Good Man de Pucho & the Latin Soul Brothers | 2:46  |
| 17. | Electrify                                      | Dance Infernal of King Kastchei de Leopold Stokowski Stakes Is High de De La Soul Company de Dean Jones et Harold Hastings | 2:22  |
| 18. | Picture This (featuring Brooke Williams)       | | 2:25  |
| 19. | Unite                                          | Roxanne Roxanne d'UTFO | 3:31  |
| 20. | Dedication                                     | dedic | 2:32  |
| 21. | Dr. Lee, PhD (featuring Lee « Scratch » Perry) | | 4:50  |
| 22. | Instant Death                                  | | 3:22  |

| 23. | Slow and Low (Mixmaster Mike Version) | 3:00 |

| 1. | Hail Sagan (Special K) (featuring Miho Hatori) |                                                                                           | 4:06 |
| 2. | Body Movin' (Fatboy Slim Remix)                | Fido des Byrds Shop Around de Neil Merryweather et Lynn Carey Beatbox Wash de Dust Junkys | 5:34 |
| 3. | Intergalactic (Prisoners of Technology Remix)  | Change the Beat (Female Version) de Beside                                                | 5:46 |
| 4. | Peanut Butter & Jelly                          |                                                                                           | 2:16 |

| 1.  | Description of a Strange Man                            | 1:21 |
| 2.  | Dirty Dog                                               | 0:46 |
| 3.  | Intergalactic (Colleone & Webb Remix)                   | 3:54 |
| 4.  | Dr. Lee, PhD (Dub Mix)                                  | 4:39 |
| 5.  | Switched On                                             | 1:35 |
| 6.  | Body Movin' (Fatboy Slim Remix)                         | 5:32 |
| 7.  | Auntie Jackie Poom Poom Delicious                       | 1:38 |
| 8.  | Putting Shame in Your Game (Prunes Remix)               | 4:26 |
| 9.  | Stink Bug                                               | 2:01 |
| 10. | Peanut Butter & Jelly                                   | 2:14 |
| 11. | Piano Jam                                               | 1:51 |
| 12. | Happy to Be in That Perfect Headspace                   | 0:49 |
| 13. | The Negotiation Limerick File (The 41 Small Star Remix) | 3:20 |
| 14. | The Drone                                               | 2:44 |
| 15. | 20 Questions Version                                    | 2:26 |
| 16. | The Biz Grasshopper Experiment                          | 1:13 |
| 17. | Hail Sagan (Special K)                                  | 4:04 |
| 18. | Body Movin' (Kut Masta Kurt Remix)                      | 3:16 |
| 19. | Creepin'                                                | 2:32 |
| 20. | Learning Remote Control                                 | 1:49 |
| 21. | Oh My Goodness This Record's Incredible                 | 0:04 |